# Leonid Kreutzer
Leonid Dawidowitsch Kreutzer (russisch Леонид Давидович Крейцер; * 13. März 1884 in St. Petersburg; † 30. Oktober 1953 in Tokio) war ein russischer Klaviervirtuose und Klavierpädagoge deutsch-jüdischer Abstammung.

## Leben
Zunächst Schüler von Alexander Glasunow und somit Enkelschüler von Nikolai Rimski-Korsakow, wurde er später von Anna Jessipowa am Sankt Petersburger Konservatorium unterrichtet.
Leonid Kreutzer lebte als Pädagoge und Pianist sodann in Leipzig, bevor er 1908 nach Berlin zog, wo er 1921 Professor für Klavier an der Hochschule für Musik wurde. Zu seinen Berliner Schülern gehörten neben Władysław Szpilman auch Hans-Erich Riebensahm, Karl-Ulrich Schnabel,  Franz Osborn, Ignace Strasfogel und Grete Sultan. Er gab musikalisch und technisch anspruchsvolle Klavierabende, die häufig bestimmten Komponisten oder Themen gewidmet waren. Zusammen mit Frieda Loebenstein war er auf der schwarzen Liste von Rosenbergs „Kampfbund für deutsche Kultur“. Kreutzer war Mitglied im Ehrenpräsidium des Jüdischen Kulturbundes bei seiner Gründung im Sommer 1933 und trat hier bis Ende 1933 auch selbst mehrfach auf. 1933 emigrierte er nicht, wie fälschlicherweise berichtet, in die USA, sondern direkt nach Japan, wo er noch zwanzig Jahre als angesehener Pianist und Klavierpädagoge wirkte. Leonid Kreutzer starb 1953 in Tokio.
Er schrieb eines der ersten Werke über den systematischen Gebrauch des Pedals beim Klavierspiel („Das normale Klavierpedal vom akustischen und ästhetischen Standpunkt“, 1915), das besonderen Wert auf die Darstellung und den Gebrauch des sogenannten synkopierten Pedals legt.  Außerdem zeichnete er für die Herausgabe der Werke Chopins beim Ullstein Verlag als Herausgeber verantwortlich. Diese Ausgabe ist besonders instruktiv, weil sie neben genauen Fingersatzbezeichnungen, auch eine vollständige, dem modernen Klavierbau gemäße  Pedalisierung verzeichnet, die von den Chopinschen Angaben oft abweicht.